# Игядейёгарт
Игядейёгарт (устар. Игядей-Егарт) — река в России, протекает по Шурышкарскому району Ямало-Ненецкого АО. Устье реки находится в 7 км по левому берегу реки Тумбялава. Длина — 15 км.
Система водного объекта: Кокпела → Войкар → Малая Горная Обь → Малая Обь → Обь → Карское море.

## Данные водного реестра
По данным государственного водного реестра России относится к Нижнеобскому бассейновому округу, водохозяйственный участок реки — Обь от впадения реки Северная Сосьва до города Салехард, речной подбассейн реки — бассейны притоков Оби ниже впадения Северной Сосьвы. Речной бассейн реки — (Нижняя) Обь от впадения Иртыша.
Код объекта в государственном водном реестре — 15020300112115300030978.